# Władysław Tomaszewski
Władysław Marian Tomaszewski (ur. 21 listopada 1939 w Ulejowie) – polski polityk, samorządowiec, poseł na Sejm II kadencji
Ukończył technikum rolnicze w 1970 oraz Studium Ekonomiki Rolnictwa i Polityki Rolnej w 1973. Był posłem II kadencji wybranym w okręgu sieradzkim z listy Polskiego Stronnictwa Ludowego. W latach 1998–2006 sprawował mandat radnego powiatu łaskiego, w 2006 nie został ponownie wybrany. W 2010 i 2014 także nie uzyskiwał mandatu, kandydując z listy konkurencyjnego wobec PSL komitetu „Strażacy-Wspólna Sprawa”. Prowadzi indywidualne gospodarstwo rolne, działa we władzach Ochotniczej Straży Pożarnej. Odznaczony Krzyżem Kawalerskim Orderu Odrodzenia Polski (1999).